# Anna in the Tropics
Anna in the Tropics è un'opera teatrale di Nilo Cruz, messa in scena in prima rappresentazione assoluta a Coral Gables nel 2002. L'anno successivo vinse il Premio Pulitzer per la Drammaturgia. Ambientato a Tampa nel 1929, il dramma racconta degli immigrati cubani a Miami e dell'industria del sigaro.
Rappresentata a Broadway nel 2003, la pièce ha ricevuto due candidature ai Tony Award, come migliore opera teatrale e per la migliore attrice protagonista per Daphne Rubin-Vega.